# Хисао Ками
Хисао Ками (јап. 上 久雄; Хирошима, 28. јун 1941) бивши је јапански фудбалер.

## Каријера
Током каријере је играо за Nippon Steel.

## Репрезентација
За репрезентацију Јапана дебитовао је 1964. године. Учествовао је и на олимпијским играма 1964. За тај тим је одиграо 15 утакмица.

## Статистика
| Јапан  | Јапан   | Јапан  |
| Година | Наступи | Голови |
| ------ | ------- | ------ |
| 1964.  | 1       | 0      |
| 1965.  | 3       | 0      |
| 1966.  | 5       | 0      |
| 1967.  | 4       | 0      |
| 1968.  | 2       | 0      |
| Укупно | 15      | 0      |